# NBA Development League 2008-2009
La stagione della NBA Development League 2008-2009 fu l'ottava edizione della NBA D-League. La stagione si concluse con la vittoria dei Colorado 14ers, che sconfissero gli Utah Flash 2-0 nella serie finale.

## Squadre partecipanti
Fecero il loro ingresso nella Lega due franchigie create ex novo: gli Erie BayHawks e i Reno Bighorns.
- Albuquerque T'birds
- Anaheim Arsenal
- Austin Toros
- Bakersfield Jam
- Colorado 14ers
- Dakota Wizards
- Erie BayHawks
- F.W. Mad Ants

- Idaho Stampede
- Iowa Energy
- L.A. D-Fenders
- Reno Bighorns
- R.G.V. Vipers
- S. Falls Skyforce
- Tulsa 66ers
- Utah Flash

## Classificaregular season

### Central Division
| Squadra              | V  | P  | PCT  | GB |
| -------------------- | -- | -- | ---- | -- |
| Iowa Energy          | 28 | 22 | 56,0 | -- |
| Dakota Wizards       | 27 | 23 | 54,0 | 1  |
| Erie BayHawks        | 27 | 23 | 54,0 | 1  |
| Sioux Falls Skyforce | 25 | 25 | 50,0 | 3  |
| Fort Wayne Mad Ants  | 19 | 31 | 38,0 | 9  |

### Southwest Division
| Squadra                  | V  | P  | PCT  | GB |
| ------------------------ | -- | -- | ---- | -- |
| Colorado 14ers           | 34 | 16 | 68,0 | -- |
| Austin Toros             | 32 | 18 | 64,0 | 2  |
| Albuquerque Thunderbirds | 24 | 26 | 48,0 | 10 |
| Rio Grande Valley Vipers | 21 | 29 | 42,0 | 13 |
| Tulsa 66ers              | 15 | 35 | 30,0 | 19 |

### Western Division
| Squadra               | V  | P  | PCT  | GB |
| --------------------- | -- | -- | ---- | -- |
| Utah Flash            | 32 | 18 | 64,0 | -- |
| Idaho Stampede        | 31 | 19 | 62,0 | 1  |
| Bakersfield Jam       | 26 | 24 | 52,0 | 6  |
| Reno Bighorns         | 25 | 25 | 50,0 | 7  |
| Los Angeles D-Fenders | 19 | 31 | 38,0 | 13 |
| Anaheim Arsenal       | 15 | 35 | 30,0 | 17 |

## Play-off

### Tabellone
|  | Quarti di finale | Quarti di finale | Quarti di finale |            |                | Semifinali     | Semifinali | Semifinali |  |  | Finale | Finale         | Finale |
|  |                  |                  |                  |            |                |                |            |            |  |  |        |                |        |
|  | 1S               | Colorado 14ers   | 129              |            |                |                |            |            |  |  |        |                |        |
|  | 3C               | Erie BayHawks    | 108              |            |                |                |            |            |  |  |        |                |        |
|  | 3C               | Erie BayHawks    | 108              |            | 1S             | Colorado 14ers | 114        |            |  |  |        |                |        |
|  |                  |                  |                  |            | 1S             | Colorado 14ers | 114        |            |  |  |        |                |        |
|  |                  | 2S               | Austin Toros     | 111        |                |                |            |            |  |  |        |                |        |
|  | 2S               | 2S               | Austin Toros     | 111        | Austin Toros   | 119            |            |            |  |  |        |                |        |
|  | 2S               |                  |                  |            | Austin Toros   | 119            |            |            |  |  |        |                |        |
|  | 2W               | Idaho Stampede   | 116              |            |                |                |            |            |  |  |        |                |        |
|  |                  |                  |                  |            |                |                |            |            |  |  | 1S     | Colorado 14ers | 2      |
|  |                  |                  | 2C               | Utah Flash | 0              |                |            |            |  |  |        |                |        |
|  | 1W               | Utah Flash       | 94               |            |                |                |            |            |  |  |        |                |        |
|  | 3W               | Bakersfield Jam  | 81               |            |                |                |            |            |  |  |        |                |        |
|  | 3W               | Bakersfield Jam  | 81               |            | 1W             | Utah Flash     | 103        |            |  |  |        |                |        |
|  |                  |                  |                  |            | 1W             | Utah Flash     | 103        |            |  |  |        |                |        |
|  |                  | 2C               | Dakota Wizards   | 93         |                |                |            |            |  |  |        |                |        |
|  | 2C               | 2C               | Dakota Wizards   | 93         | Dakota Wizards | 114            |            |            |  |  |        |                |        |
|  | 2C               |                  |                  |            | Dakota Wizards | 114            |            |            |  |  |        |                |        |
|  | 1C               | Iowa Energy      | 109              |            |                |                |            |            |  |  |        |                |        |

### NBA D-League Finals
Gara 1
| 22 aprile 2009 | Utah Flash | 131 – 136 | Colorado 14ers |  |

Gara 2
| 24 aprile 2009 | Colorado 14ers | 123 – 104 | Utah Flash |  |

| Campione NBA Development League 2008-2009 |
| ----------------------------------------- |
| Colorado 14ers 1º titolo                  |

## Statistiche
| Categoria             | Giocatore         | Squadra                  | Stat |
| --------------------- | ----------------- | ------------------------ | ---- |
| Punti per gara        | Will Conroy       | Albuquerque Thunderbirds | 26,5 |
| Rimbalzi per gara     | Dwayne Jones      | Iowa/Idaho/Austin        | 11,9 |
| Assist per gara       | Walker Russell    | Fort Wayne Mad Ants      | 10,8 |
| Palle rubate per gara | Dominique Coleman | Colorado 14ers           | 2,9  |
| Stoppate per gara     | Sean Williams     | Colorado 14ers           | 3,9  |
| FG%                   | Courtney Sims     | Iowa Energy              | 60,5 |
| FT%                   | Blake Ahearn      | Austin/Dakota            | 95,2 |
| 3FG%                  | Kevin Kruger      | Utah Flash               | 52,4 |

## Premi NBA D-League
- Most Valuable Player: Courtney Sims, Iowa Energy
- Coach of the Year: Quin Snyder, Austin Toros
- Rookie of the Year: Othyus Jeffers, Iowa Energy
- Defensive Player of the Year: Brent Petway, Idaho Stampede
- Impact Player of the Year: Eddie Gill, Colorado 14ers
- Sportsmanship Award: Will Conroy, Albuquerque Thunderbirds
- All-NBDL First Team
  - Erik Daniels, Erie BayHawks
  - Marcus Williams, Austin Toros
  - Courtney Sims, Iowa Energy
  - Blake Ahearn, Dakota Wizards
  - Will Conroy, Albuquerque Thunderbirds
- All-NBDL Second Team
  - Josh Davis, Colorado 14ers
  - Derrick Byars, Bakersfield Jam
  - Chris Hunter, Fort Wayne Mad Ants
  - Trey Johnson, Bakersfield Jam
  - James White, Anaheim Arsenal
- All-NBDL Third Team
  - Ronald Dupree, Utah Flash
  - Cartier Martin, Iowa Energy
  - Lance Allred, Idaho Stampede
  - Eddie Gill, Colorado 14ers
  - Dontell Jefferson, Utah Flash